# Villa Ravera
La Villa Ravera (già nota come la Villa Demaria) è una storica residenza della città piemontese di Ivrea in Italia.

## Storia
La villa venne eretta nel 1897 secondo il progetto dell'ingegner Baraggioli su commissione del dottor Federico Demaria, primario dell’ospedale d'Ivrea e sposo di Angela Baratti, appartenente alla nota famiglia di confettieri. I lavori di costruzione vennero eseguiti dall'impresa Pilatone. Il corso Costantino Nigra, lungo il quale sorge la villa, era all'epoca una delle vie eporediesi più interessate dallo sviluppo edilizio, trattandosi infatti dell'arteria che, tramite il ponte Nuovo, collegava il centro storico della città con la stazione.
Durante l'occupazione nazifascista dell'Italia settentrionale la villa fu la sede del comando tedesco di stanza a Ivrea; la vicinanza della residenza al ponte ferroviario, tuttavia, non impedì che i partigiani riuscissero a farlo saltare interrompendo così la linea Chivasso-Aosta.
Nel 1946 la famiglia Demaria vendette la proprietà a Filippo Bertoletti, proprietario di una manifattura di ombrelli a Ivrea. Questi, non potendo rispettare degli impegni presi, dovette a sua volta cedere l'immobile, che venne acquistato dagli Oderio per la figlia Olga. Quest'ultima sposò il cardiologo eporediese Mario Ravera, di cui la villa porta oggi il nome. I loro figli vi abitano tuttora.

## Descrizione
L'edificio si trova sul corso Costantino Nigra, sul lato opposto della strada rispetto al Palazzo Ravera. La proprietà confina a nord con il giardino di Villa Luisa.
La villa presenta uno stile eclettico d'ispirazione neorinascimentale.
L'edificio è il risultato di una complessa articolazione di volumi diversi: quello principale, alto due piani, porticati, logge e un avancorpo terrazzato alto tre piani sul prospetto principale. Le facciate, volutamente asimmetriche, presentano un paramento a bugnato al piano rialzato e in laterizio ai piani superiori. Le aperture, invece, sono variamente conformate, alternando finestre singole ad aperture binate.
L'apparato decorativo, particolarmente elaborato, include fregi di massime latine, fasce pittoriche con motivi a candelabra, putti e cammei, cartigli in rilievo, balaustre, cornici e mensole lignee. Completano l'immagine i ferri riccamente laborati dei pennoni, dei lampioni e della recinzione.
All'interno della proprietà trova inoltre spazio un villino di guardia a chalet, originariamente adibito a stallaggio per i cavalli del Demaria. Il piano superiore, invece, ospitava gli alloggi del cavallante. L'edificio presenta ornamentazioni floreali, mensole in legno modanato a sostegno delle coperture e lambrequins in metallo a decorazione delle stesse.

## Galleria d'immagini

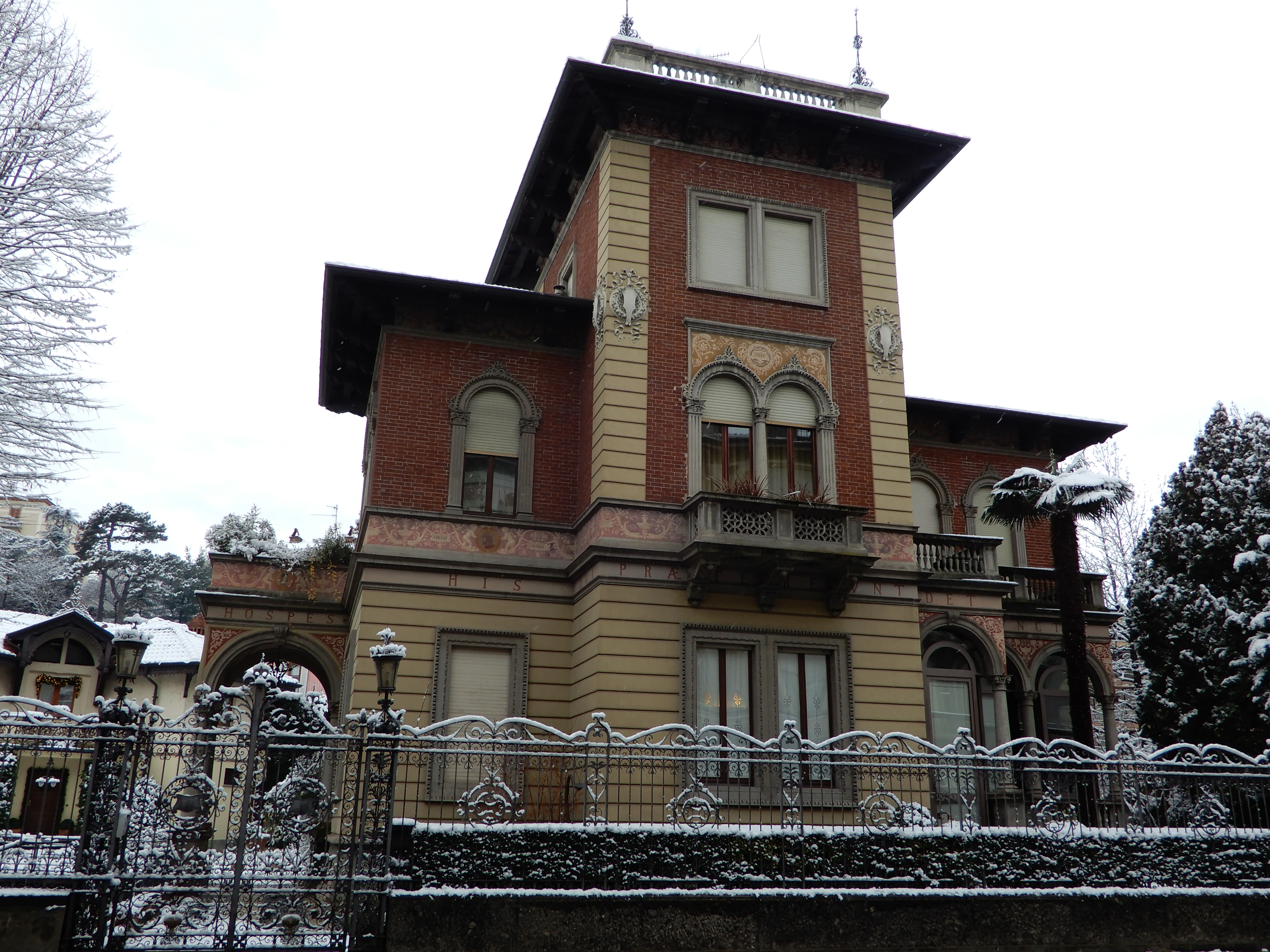
Veduta invernale
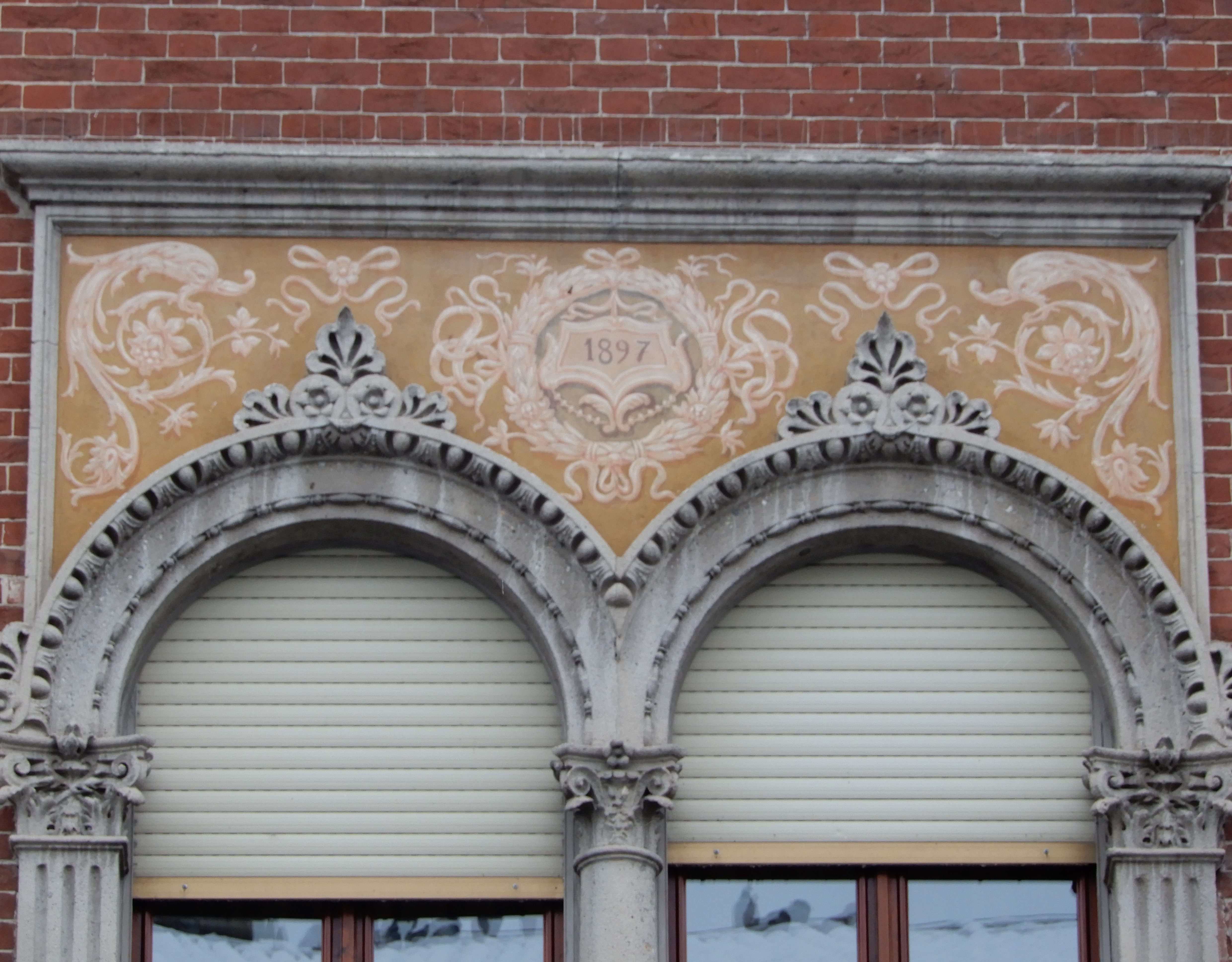
Dettaglio della facciata, con la data di completamento
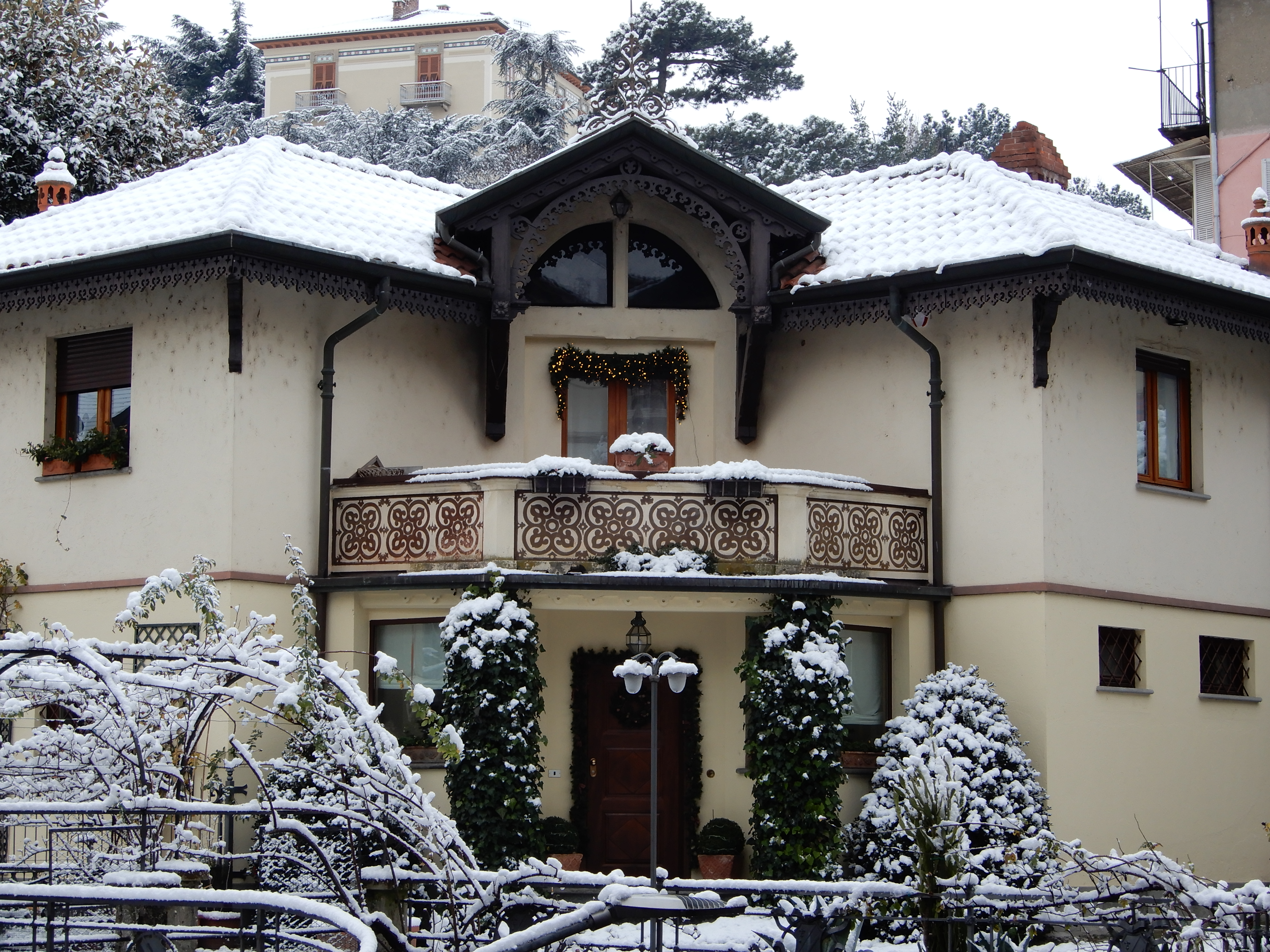
Lo chalet di guardia